# Kristen Kit
Kristen Kit, född 18 augusti 1988 i St. Catharines, är en kanadensisk roddare (styrman) och cyklist.

## Karriär

### Rodd och pararodd
Kit gjorde sin första internationella tävling 2009 då hon var en del av Kanadas lag som slutade på fjärde plats i åtta med styrman vid U23-VM i Račice. Följande år var hon en del av laget som tog brons i åtta med styrman vid U23-VM i Brest. 2012 var Kit en del av Kanadas lag i mixad fyra med styrman som vann b-finalen vid paralympiska sommarspelen 2012 i London. Följande år var hon en del av Kanadas lag som tog brons i åtta med styrman vid VM 2013 i Chungju.
2015 var Kit återigen en del av det mixade laget i fyra med styrman som tog brons vid VM 2015 i Aiguebelette-le-Lac och kvalificerade sig för paralympiska sommarspelen 2016 i Rio de Janeiro. Vid sitt andra paralympiska spel var hon med och tog brons med det mixade laget i fyra med styrman. Därefter återvände Kit till Kanadas roddlag som tog silver i åtta med styrman vid både VM 2017 i Sarasota och VM 2018 i Plovdiv.
Vid olympiska sommarspelen 2020 i Tokyo, som arrangerades 2021, var Kit en del av Kanadas lag som tog guld i åtta med styrman. Därefter var hon en del av Kanadas lag i åtta med styrman som tog brons vid VM 2022 i Račice och guld vid panamerikanska spelen 2023 i Santiago.

### Cykling
Utöver roddkarriären har Kit tävlat i landsvägscykling för InstaFund La Prima i UCI Women’s Continental Tour.